# Troïtsk (oblast de Tcheliabinsk)
Pour les articles homonymes, voir Troïtsk.
Troïtsk (en russe : Троицк, littéralement « Trinité », kazakh : Мұнанай,,) est une ville de l'oblast de Tcheliabinsk, en Russie, et le centre administratif du raïon de Troïtsk. Sa population s'élevait à 75 828 habitants en 2016 et à 70 301 habitants en 2021.

## Géographie
Troïtsk est située au sud de l'Oural, près de la frontière avec le Kazakhstan, à 122 km au sud de Tcheliabinsk et à 1 536 km à l'est de Moscou. La ville est arrosée par la rivière Ouï, un affluent de la Tobol (bassin de l'Irtych).

## Histoire
Autrefois, la région était peuplée de tribus nomades de Coumans de Jüz moyenne. Les Russes construisent une forteresse, le 22 mai/4 juin 1743, dédiée à la Sainte Trinité.
Troïtsk est fondée par Ivan Nepliouïev, devenant à partir de 1750 un marché important (de mai à octobre), et reçoit le statut de ville en 1782. La ville fait partie du gouvernement d'Orenbourg à partir de 1804. Le gostiny dvor est construit en 1866 dans le centre-ville, tandis que des maisons de négoce et des banques se développent. Des écoles paroissiales, puis une école d'ouïezd (1830) sont ouvertes, une école secondaire pour filles en 1861 (devenue pro-gymnasium en 1870), une école pour enfants kazakhs en 1861, une école d'infirmières en 1884, la première bibliothèque publique de la province en 1879. Une troupe de théâtre s'installe en 1881 et donne ses représentations dans l'édifice de l'assemblée de la noblesse. Un théâtre est construit au début du XXe siècle; il est transformé en 1929-1930 en institut vétérinaire.
En 1889, la ville comprend 14 000 habitants qui disposent de huit églises orthodoxes, de quatre mosquées et d'une synagogue. La majorité de la population est d'ethnie russe avec une minorité tatare ou kazakhe et un peu plus d'une centaine de juifs. En 1897, le nombre de musulmans est de 36,2% de la population dont 7 344 Tatars, 635 Bachkirs, 410 Kazakhs, 33 Ouzbeks.    
Troïtsk est un nœud ferroviaire et un centre de commerce et de stockage de la région minière de l'Oural méridional. Des industries diversifiées y sont installées. La ville a connu une forte croissance avec la construction de nouveaux grands ensembles dans de nouveaux microraïons entre 1960 et 1990. Troïtsk est en constante diminution depuis la fin de l'URSS.

## Population
Recensements (*) ou estimations de la population
| 1856  | 1897*  | 1926*  | 1939*  | 1959*  |
| ----- | ------ | ------ | ------ | ------ |
| 3 100 | 23 299 | 29 643 | 46 693 | 76 325 |

| 1970*  | 1979*  | 1989*  | 2002*  | 2010*  |
| ------ | ------ | ------ | ------ | ------ |
| 85 469 | 87 500 | 90 077 | 83 862 | 78 372 |

| 2012   | 2013   | 2014   | 2015   | 2016   |
| ------ | ------ | ------ | ------ | ------ |
| 78 089 | 77 737 | 77 176 | 76 453 | 75 828 |

| 2017   | 2018   | 2019   | 2020   | 2021   |
| ------ | ------ | ------ | ------ | ------ |
| 75 231 | 73 911 | 73 154 | 73 421 | 70 301 |

## Religion
Troïtsk est le siège de l'éparchie de Troïtsk qui dépend de l'archidiocèse métropolitain de Tcheliabinsk de l'Église orthodoxe russe, avec la cathédrale de la Sainte-Trinité construite en 1754-1762. Parmi les autres églises de la ville, l'on compte l'église Saint-Dimitri-de-Thessalonique, l'église Saint-Alexandre-Nevski, l'église Saint-Élie, l'église du monastère Notre-Dame-de-Kazan.
La communauté musulmane dispose de deux mosquées: la mosquée Zaïnoulla Rassoulev, construite en 1863-1864, et la mosquée Gataoulla, construite en 1894-1895, avec une médersa ouverte en 2018.